# Larry Watson
Larry Watson (1947, Rugby, Dakota del Norte, EE. UU.) es un escritor estadounidense. Ha sido galardonado con varios premios en su país. Comparte su pasión por la literatura con la enseñanza.

## Biografía
Larry Watson creció en la localidad de Bismack (Dakota del Norte). Se casó en 1967 con Susan Gibbons, con la que tiene dos hijas (Ely y Amy). Se graduó por la Universidad de Dakota del Norte y se doctoró en creación literaria por la Universidad de Utah. Es además doctor honorífico por el Ripon College. Ha sido becado por el National Endowment for the Arts (1987, 2004) y por la Academia de Artes de Wisconsin. Ha participado en conferencias sobre literatura a lo largo de su país. Durante 25 años enseñó literatura en la Universidad de Wisconsin. En 2003 se trasladó como profesor visitante a la Universidad de Marquette, en Milwaukee.

## Obra
- Novelas: "In a dark time", "Montana 1948", "White Crosses", "Laura", "Orchard", "Justice".
- Poesía: "Leaving Dakota".

Sus obras han sido traducidas a diez idiomas, aunque de momento no se dispone de edición en lengua española. Por ellas ha sido galardonado en varias ocasiones, recibiendo entre otros los premios de: Milkweed Press, Friends of American Writers, Mountain and Plains Booksellers Association, New York Public Library, Wisconsin Library Association, y Critic´s Choice. 
También ha publicado numerosos relatos cortos y poemas en revistas literarias de EE. UU..